# Saif Ali Khan
Saif Ali Khan (Nueva Delhi; 16 de agosto de 1970) es un actor, músico y productor de cine indio, heredero de las casas reales de Bhopal y Pataudi.

## Biografía
Es hijo del jugador de críquet Mansoor Ali Khan Pataudi (ex nabab de Pataudi) y de la actriz Sharmila Tagore.

### Primeros trabajos
Apareció en Parampara en su debut como actor. En el año 1994 tuvo mucho éxito en las películas Main Khiladi Tu Anari y Yeh Dillagi. En la década de los noventa sus triunfos fueron limitados hasta el estreno de Dil Chahta Hai en 2001. Ganó el premio Filmfare al mejor actor de reparto por Kal Ho Naa Ho (2003) y el premio nacional al mejor actor por Hum Tum (2004). El éxito comercial de Salaam Namaste (2005), Race (2008) y Love Aaj Kal (2009), colocaron a Khan como protagonista en las películas  Parineeta (2005) y Omkara (2006), ambas aclamadas por la crítica. 
En 2007, Khan estaba interesado en ramificar la producción cinematográfica con el objetivo de experimentar otros géneros en la pantalla grande, no solamente por el estímulo comercial que pudiesen significar sino por el desafío intelectual que implica explorar otras variedades. El éxito crítico de Being Cyrus lo llevó a crear la empresa productora Illuminati Films y asociarse con el productor Dinesh Vijan, alguien con quien  compartió una visión similar en relación con el cine. Khan se reunió de nuevo con el productor Vidhu Vinod Chopra en el drama épico Eklavya: The Royal Guard (2007), junto a Amitabh Bachchan, Boman Irani, Sharmila Tagore y Vidya Balan. Situada en el estado de Rajasthan durante los primeros años de la independencia de la India, la película gira en torno a un gobernante celoso e ingrato y su esposa enferma. Aunque la película no tuvo éxito en la taquilla, fue elegida como entrada oficial de la India a los Oscar. BBC Online describió la película como una "experiencia cinematográfica" y elogió el crecimiento de Khan como actor, destacando en  particular, su escena con el personaje de Bachchan.
Después de una aparición en la comedia de acción Nehlle Pe Dehlla, (una producción que se había retrasado desde 2001) Khan apareció frente a Rani Mukerji en el drama familiar, Ta Ra Rum Pum (2007). Dirigido por Siddharth Anand, recibió diversas reacciones por parte de los críticos, no obstante ganó más de 690 millones de rupias (11 millones de dólares estadounidenses) en India y en el extranjero. En líneas para el Hindustan Times, Khalid Mohamed elogió a Khan por mostrar una nueva madurez, pero Rajeev Masand pensó que ni él ni Mukerji "son capaces de causar buena impresión porque sus personajes son unidimensionales y aburridos".
Khan sumó éxitos en 2008, fruto de su rol protagónico en Race, film de suspenso dirigido por Abbas-Mustan con un elenco que incluye a Anil Kapoor, Akshaye Khanna, Bipasha Basu, Katrina Kaif y Sameera Reddy. El mismo fue una adaptación de la película estadounidense Goodbye Lover de 1998, y se convirtió en uno de los éxitos más grandes de la taquilla, obteniendo ganancias por 1,03 mil millones de rupias (16 millones de dólares estadounidenses) por todo el mundo. Rajeev Masand de CNN-IBN encontró a Khan como un destacado actor en el conjunto, agregando que la interpretación del personaje es mejor que su diálogo.  
La trayectoria reseñada fue seguida de tres proyectos producidos por Yash Raj Films: el thriller de acción Tashan, el drama de fantasía Thoda Pyaar Thoda Magic y la película de animación Roadside Romeo, todos los cuales no tuvieron éxito. 
En 2009, Khan apareció en el drama romántico Sanam Teri Kasam, una producción que se había retrasado desde el año 2000. La película obtuvo críticas negativas y pobres retornos de taquilla. El papel de Khan fue pequeño y no fue bien recibido. En el 2009 lanzó el primer proyecto de su compañía: Love Aaj Kal, un drama romántico del escritor y director Imtiaz Ali. La película documentó el cambio de valor de las relaciones entre los jóvenes, y Khan jugó dos papeles - la parte más joven del personaje de Rishi Kapoor (Veer Singh) y Jai Vardhan Singh, un arquitecto ambicioso, su coprotagonista estelar fue Deepika Padukone. Love Aaj Kal recibió críticas positivas por parte de los críticos y se convirtió en una de las películas de mayor recaudación del año, con más de 1000 millones de rupias (16 millones de dólares estadounidenses) en todo el mundo. Gaurav Malani de The Economic Times describió su actuación como "refrescante natural" y "excepcional". En la 55.ª Filmfare Awards, la función fue nominada a la mejor película y Khan recibió una nominación adicional para el mejor actor. Luego protagonizó el thriller dramático Kurbaan, junto a Kareena Kapoor y Vivek Oberoi. Producido por Dharma Productions, la película marcó el debut como director de Rensil D'Silva y presentó a Khan en el papel de un terrorista. Tras su liberación, Kurbaan fue recibida favorablemente por los críticos y la actuación de Khan destacada por los expertos del cine. Una reseña en The Telegraph elogió su "transición fácil de un encantador amante a un hombre sin corazón en una misión mortal". Khan no hizo ninguna aparición en la pantalla en 2010.

### 2011-15: Fluctuaciones comerciales y segundo matrimonio
En 2011, apareció junto a otros famosos en el drama Prakash Jha, Aarakshan. Ubicado en la ciudad de Bhopal, Madhya Pradesh, la película trata de la política de reservas basadas en el sistema de castas para ocupar empleos gubernamentales y puestos en instituciones educativas. Khan encarnó el personaje de Deepak Kumar, un estudiante rebelde que se une a la mafia. Para prepararse para el papel, Khan estaba obligado a tomar talleres de actuación junto con el resto del reparto. Antes de su lanzamiento, se prohibió la exhibición de la película en algunas ciudades selectas de la India debido a su polémica temática. La crítica cineasta se movió en comentarios mixtos, no obstante el film fue bien recibido por el público. Al año siguiente, Khan produjo sus dos películas. Para su primer lanzamiento, colaboró una vez más con el director Sriram Raghavan, como protagonista en el thriller de acción Agente Vinod, el que Khan describe como su "proyecto más ambicioso".
En su siguiente lanzamiento, Cocktail la comedia romántica de Homi Adajania, Khan desempeña el papel de Gautam Kapoor, un ingeniero de software. En el entorno escénico de la ciudad de Londres, la película muestra la historia del personaje de Khan y su relación con dos mujeres de temperamento diferente: una impulsiva chica de fiesta (Verónica, interpretada por Deepika Padukone) y una chica sumisa (Meera, interpretada por Diana Penty). Khan describió el proyecto como "una historia de amor con una sensibilidad y un tratamiento moderno", y acordó producir y presentar en la película después de que el papel estelar fuera rechazado por el actor Imran Khan. La opinión de la crítica estuvo dividida, sin embargo, emergió un éxito financiero que recauda más de 1,2 mil millones de rupias (19 millones de dólares estadounidenses) en todo el mundo. Al año siguiente, Khan colaboró con Deepika Padukone por cuarta vez (junto a Anil Kapoor, John Abraham, Jacqueline Fernández y Ameesha Patel) en la Race 2 de Abbas-Mustan (2013), un thriller de acción conjunto que sirvió como secuela de la película de 2008, Race. La producción de pantalla grande recibió críticas predominantemente negativas del entorno del cine, pero el éxito comercial de la misma se tradujo en una recaudación de 1,62 mil millones de rupias (25 millones de dólares estadounidenses).  
Su lanzamiento final del año fue Bullett Raja, un drama criminal dirigido por Tigmanshu Dhulia, y coprotagonizada por Jimmy Shergill y Sonakshi Sinha. Khan explicó que fue un desafío desempeñar el papel de Raja Mishra (un hombre común que se convierte en un gánster) pero confió en la guía de Dhulia (director). Bullett Raja ganó poco en la taquilla y recibió críticas predominantemente negativas. El Hindustan Times la describió como una "comedia tonta" y criticó a Khan por ser "lo peor" [de la película]".
En una entrevista con The Times of India, Khan explicó que lamentó protagonizar la comedia de 2014 dirigida por Sajid Khan, Humshakals. Coprotagonizada junto a un elenco (Ritesh Deshmukh, Ram Kapoor, Bipasha Basu, Tamannaah y Esha Gupta), Khan interpretó a tres personajes diferentes en un intento de "expandir mi mercado" y salir de su zona de confort.
Después de una breve aparición en la comedia Dolly Ki Doli (2015), apareció junto a Katrina Kaif en el drama contra el terrorismo de Kabir Khan Phantom (2015). Basado en el libro Mumbai Avengers de Hussain Zaidi, la película es una nueva versión tras los atentados de 26 de noviembre de 2008 en Mumbai. Phantom generó controversia cuando la Junta Central de Censores de Cine consideró que la película representaba a Pakistán en una luz negativa y prohibió la liberación de la película. Una revisión en The Hollywood Reporter señaló que Khan estaba "bien elegido" y "creíble" en su papel, y Rachit Gupta de Filmfare describió su actuación como "una embriagadora mezcla de bravuconado e intensidad restringida [que] funciona en partes solamente." Aunque Khan estaba satisfecho con el rendimiento de la película, Phantom fue percibido generalmente como un fracaso taquillero recaudando 844 millones de rupias (13 millones de dólares) en todo el mundo con un presupuesto de 720 millones de rupias (11 millones de dólares estadounidenses).

### 2017-presente: Trabajos recientes
Después de un año de ausencia de la pantalla, Khan se reunió con Vishal Bhardwaj por segunda vez en Rangoon (2017), un romance épico establecido durante la Segunda Guerra Mundial. Coprotagonizada junto a Shahid Kapoor y Kangana Ranaut, Khan se inspiró en los gestos de su abuelo y el personaje de Darth Vader para retratar al cineasta Rustom "Rusi" Billimoria. La película recibió revisiones mezcladas y no pudo encontrar a una audiencia amplia en la taquilla. Rajeev Masand calificó la película como "demasiado extensa, indulgente hasta el agotamiento", pero elogió a Khan por "imbuir a Russi con la fanfarronería y la arrogancia de un aristócrata de los años cuarenta". Escribiendo para The Hindu, el crítico Namrata Joshi encontró a Khan como "una revelación a pesar de su presencia intermitente".
Luego interpretó al protagonista (Roshan Kalra) en la comedia dramática Chef (2017), una adaptación oficial de la película de 2014 del mismo nombre, del director Raja Krishna Menon. En junio de 2017, Khan completó el rodaje de la comedia negra Kaalakaandi (dirigida por Akshat Verma), exhibida en 2018 con escasa aceptación por el público. Asimismo, Khan apareció  como el inspector Sartaj Singh en la primera serie original de Netflix de India, en el thriller policial Sacred Games (2018), basado en la novela homónima de Vikram Chandra, la que recibiera elogios de la crítica cinéfila. En su siguiente lanzamiento, asumió el rol del empresario Skakun Kothari en Gauravv Chawla's Baazaar, un drama ambientado en el escenario de la bolsa de valores de Mumbai. Baazaar fue un fracaso de taquilla con una recaudación de 399 millones de rupias (5,6 millones de dólares estadounidenses) en todo el mundo y un presupuesto de 340 millones de rupias (4,8 millones de dólares estadounidenses).  
El deseo de Khan de trabajar en películas por méritos artísticos independientemente del atractivo comercial lo llevó a aparecer como protagonista en el drama de acción Laal Kaptaan (2019). Dirigida por Navdeep Singh, está ambientada en el siglo XVIII y cuenta la historia de un sadhu (Khan) que se embarca en una matanza con la intención de vengarse de un subedar. Filmar en el paisaje árido de la zona rural de Rajasthan resultó físicamente abrumador para Khan y, en preparación para el papel, aprendió a pelear con espada, a montar a caballo y trabajó con un entrenador de dialecto para hablar con acento de rajastán. Lo describió como "lo más difícil que he hecho hasta ahora", y consideró la oportunidad como una experiencia de aprendizaje crítica que lo ayudó personal y profesionalmente; finalmente fracasó. El HuffPost elogió la decisión de Khan de elegir "roles moralmente ambiguos", pero señaló que era "demasiado rígido, desprovisto de cualquier atractivo o misterio". 
Khan comenzó la nueva década con un papel protagónico en Tanhaji (2020), un drama histórico  dirigido por Om Raut. Ambientado en el siglo XVII, su desarrollo gira en base al intento de un guerrero maratha (interpretado por Ajay Devgn) de recuperar la fortaleza de Kondhana de manos de un guardián del recinto de Rajput (Khan). Se sintió atraído por la idea de protagonizar una película "más grande que la vida" y fue desafiado por la insistencia de Raut en exagerar su personaje. Explicó que el proceso lo dejó "muy enriquecido" y se mostró satisfecho con la colaboración. Tanhaji fue aclamado por la crítica y emergió como un gran éxito comercial recaudando más de 3,67 mil millones de rupias (51 millones de dólares estadounidenses) en todo el mundo. El Hindustan Times opinó que Khan había entregado su mejor actuación hasta la fecha y señaló sus "momentos de alegría con su risa siniestra en medio de matar gente". 
Su siguiente lanzamiento del año fue Jawaani Jaaneman, una comedia dramática sobre la vida de un soltero (Khan) que descubre que tiene una hija (interpretada por Alaya Furniturewala). El largometraje fue producido bajo su nueva compañía, Black Knight Films, y recibió críticas generalmente positivas. Kunal Guha de Mumbai Mirror descubrió que la película le permitió a Khan "deslizarse en un avatar familiar pero apropiado para su edad en una historia refrescante sobre la mayoría de edad". Khan protagonizará próximamente un político en la serie web de Amazon Prime Video, Dilli. También aparecerá en la comedia de terror en 3D Bhoot Police junto a Fátima Sana Shaikh y Ali Fazal, y en la comedia criminal Bunty Aur Babli 2 junto a Rani Mukerji.

## Vida personal

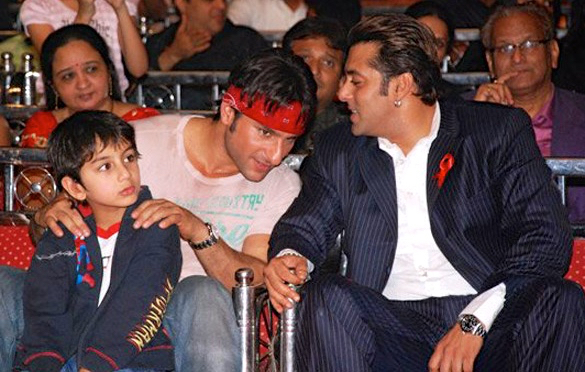
Saif Ali Khan y Salman Khan en 2007

Khan aparte de ser actor y productor es también nabab de Pataudi. Estuvo casado con Amrita Singh, con la que tuvo dos hijos (Sara e Ibrahim), se divorció de ella y siguió su vida como casanova con la diferencia de que le tomó terror al matrimonio debido a su fracaso.
Actualmente Saif está casado con Kareena Kapoor, la cual logró que perdiera el miedo al matrimonio y renunciara a su vida de mujeriego. Saif también tiene hijos con Kareena y llevan una vida muy feliz. El actor es considerado muy celoso y posesivo con su actual esposa, pero esto no parece interferir en su amor, al contrario, su relación cada vez se vuelve más apasionante y sólida.
Saif tiene un tatuaje en su antebrazo izquierdo con el nombre de su amada "Kareena" que se hizo al poco de comenzar su noviazgo con ella. El 20 de diciembre de 2016 tuvo otro hijo al cual llamó Taimur Ali Khan.

## Filmografía

### Actor
| Año  | Película                              | Papel                              | Notas                                              |
| ---- | ------------------------------------- | ---------------------------------- | -------------------------------------------------- |
| 1992 | Parampara                             | Pratap Singh                       |                                                    |
| 1993 | Aashiq Awara                          | Jimmy/Rakesh Rajpal                |                                                    |
| 1993 | Pehchaan                              | Karan Verma                        |                                                    |
| 1994 | Imtihaan                              | Vicky                              |                                                    |
| 1994 | Yeh Dillagi                           | Vikram 'Vicky' Saigal              |                                                    |
| 1994 | Main Khiladi Tu Anari                 | Deepak Kumar                       |                                                    |
| 1994 | Yaar Gaddar                           | Jai Verma                          |                                                    |
| 1994 | Aao Pyaar Karen                       | Raja                               |                                                    |
| 1995 | Surakshaa                             | Amar / El príncipe Vijay           |                                                    |
| 1996 | Ek Tha Raja                           | Sunny                              |                                                    |
| 1996 | Bambai Ka Babu                        | Vikram (Vicky)                     |                                                    |
| 1996 | Tu Chor Main Sipahi                   | Raja/El rey                        |                                                    |
| 1996 | Dil Tera Diwana                       | Ravi Kumar                         |                                                    |
| 1997 | Hamesha                               | Raja/Raju                          |                                                    |
| 1997 | Udaan                                 | Raja                               |                                                    |
| 1998 | Keemat: They Are Back                 | Ajay                               |                                                    |
| 1998 | Humse Badhkar Kaun                    | Sunny                              |                                                    |
| 1999 | Yeh Hai Mumbai Meri Jaan              | Raju Tarachand                     |                                                    |
| 1999 | Kachche Dhaage                        | Dhananjay "Jai" Pandit             |                                                    |
| 1999 | Aarzoo                                | Amar                               |                                                    |
| 1999 | Biwi No.1                             | Deepak                             | Actuación especial                                 |
| 1999 | Hum Saath-Saath Hain: We Stand United | Vinod                              |                                                    |
| 2000 | Kya Kehna                             | Rahul Modi                         |                                                    |
| 2001 | Love Ke Liye Kuchh Bhi Karega         | Rahul Kapoor                       |                                                    |
| 2001 | Dil Chahta Hai                        | Sameer                             |                                                    |
| 2001 | Rehna Hai Tere Dil Mein               | Rajiv "" Saamra                    |                                                    |
| 2002 | Na Tum Jaano Na Hum                   | Akshay                             |                                                    |
| 2003 | Darna Mana Hai                        | Anil Manchandani                   |                                                    |
| 2003 | Kal Ho Naa Ho                         | Rohit Patel                        |                                                    |
| 2003 | LOC Kargil                            | Capt. Anuj Nayyar                  |                                                    |
| 2004 | Ek Hasina Thi                         | Karan Singh Rathod                 |                                                    |
| 2004 | Hum Tum                               | Karan Kapoor                       |                                                    |
| 2005 | Parineeta                             | Shekhar Ray                        |                                                    |
| 2005 | Salaam Namaste                        | Nikhil "Nick" Arora                |                                                    |
| 2006 | Being Cyrus                           | Cyrus Mistry                       | En inglés                                          |
| 2006 | Omkara                                | Ishwar "Langda" Tyagi              |                                                    |
| 2007 | Eklavya: The Royal Guard              | Harshwardhan                       |                                                    |
| 2007 | Nehlle Pe Dehlla                      | Jimmy                              |                                                    |
| 2007 | Ta Ra Rum Pum                         | Rajveer Singh (RV)                 |                                                    |
| 2007 | Om Shanti Om                          | Himself                            | Actuación especial en la canción Deewangi Deewangi |
| 2008 | Race                                  | Ranvir "Ronnie" Singh              |                                                    |
| 2008 | Tashan                                | Jimmy Cliff                        | Actuación especial                                 |
| 2008 | Woodstock Villa                       |                                    | Actuación especial                                 |
| 2008 | Thoda Pyaar Thoda Magic               | Ranbeer Talwar                     |                                                    |
| 2008 | Roadside Romeo                        | Romeo (voz)                        |                                                    |
| 2009 | Love Aaj Kal                          | Jai Vardhan Singh/Young Veer Singh |                                                    |
| 2009 | Kurbaan                               | Ehsaan Khan/Khalid                 |                                                    |
| 2011 | Agent Vinod                           | Agent Vinod                        | En rodaje                                          |

### Productor
- Love Aaj Kal (2009)
- Agent Vinod (2011)
- Race 2        (2012)